# Vatica heteroptera
Vatica heteroptera là một loài thực vật thuộc họ Dipterocarpaceae. Đây là loài đặc hữu của Malaysia.